# František Antonín z Losensteinu
František Antonín hrabě z Losensteinu (německy Franz Anton von Losenstein, 1642, Vídeň - 17. června 1692, Vídeň) byl rakouský šlechtic a římskokatolický duchovní. Působil jako kanovník v Olomouci, Pasově a Oettingenu, který byl zvolen olomouckou kapitulou za koadjutora biskupa Karla II. z Lichtenštejna-Kastelkornu. Byl potvrzen římskou kurií a jmenován titulárním biskupem durenským. Zemřel však ještě před nástupem do úřadu sídelního biskupa.

## Původ
Přes svou babičku z matčiny strany, Annu Marii Manrique de Lara, byl příbuzný s posledními členy rodu Pernštejnů a přes svého dědečka z matčiny strany, Bruna III. z Mansfeldu s rodem Mansfeldů.
Pocházel ze šlechtického rodu pánů z Losensteinu, jejichž rodovým hradem byl Losenstein ve stejnojmenném městě nad Enží v Horním Rakousku. Tento rod jím v mužské větvi vymřel. Pochován je v rodové hrobce v bývalém benediktinském klášteře Garsten.